# Les Trois Mousquetaires (film, 2013)
Pour les articles homonymes, voir Les Trois Mousquetaires (homonymie).
Pour plus de détails, voir Fiche technique et Distribution.
Les Trois Mousquetaires (Три мушкетёра, Tri mushketera) est un film de cape et d'épée russe coécrit, coproduit et réalisé par Sergueï Jigounov, sorti en 2013. Il s'agit de l'adaptation de l'œuvre homonyme d'Alexandre Dumas.
Une version cinématographique de 112 minutes sort dans les salles le 14 novembre 2013, tandis qu'une version longue en dix épisodes de 45 minutes est sortie en janvier 2014 sur Pervi Kanal.

## Synopsis
En avril 1625, le jeune gascon D'Artagnan arrive à Paris dans le but de devenir mousquetaire. Il y rencontre trois d'entre eux, membre de la garde du Roi, mais il se rend compte qu'ils ne sont pas aussi bons combattants qu'il croyait. Alors qu'il devient mousquetaire lui-même, D'Artagnan est bientôt confronté à un complot impliquant le cardinal de Richelieu, son espionne Milady de Winter et une éventuelle guerre avec l'Angleterre…

## Fiche technique
Sauf indication contraire, les informations mentionnées dans cette section peuvent être confirmées par la base de données cinématographiques IMDb,  présente dans la section « Liens externes ».
- Titre original : Три мушкетёра
- Titre français : Les Trois Mousquetaires
- Réalisation : Sergueï Jigounov
- Scénario : Sergueï Jigounov et Andreï Jitkov (ru), d'après le roman éponyme d'Alexandre Dumas
- Musique : Alexei Cheligin (ru)
- Décors : Leonid Karpov et Vera Zelinskaïa
- Photographie : Igor Kojevnikov
- Montage : Christopher Robin Bell et Nicolas Trembasiewicz
- Production : Svetlana Slitouk, Sergueï Jigounov
- Sociétés de production : Fond kino, Centre de production Sergueï Jigounov
- Format : couleur
- Pays de production :  Russie
- Langue de tournage : russe
- Genre : cape et d'épée
- Durée : 112 minutes
- Dates de sortie :
  - Russie : 14 novembre 2013 (cinéma) ; 3 janvier 2014 (télévision)

## Distribution
- Rinal Moukhametov : D'Artagnan
- Youri Tchoursine : Athos
- Alexeï Makarov (ru) : Porthos
- Pavel Barchak (ru) : Aramis
- Vassili Lanovoï : le cardinal de Richelieu
- Ekaterina Vilkova : Milady de Winter
- Philippe Yankovski : le roi Louis XIII
- Maria Mironova : la reine Anne d'Autriche
- Anna Starchenbaum (ru) : Constance Bonacieux
- Konstantin Lavronenko : le duc de Buckingham
- Vladimir Zaitsev (ru) : comte de Rochefort
- Aleksandr Lykov (ru) : comte de Tréville
- Viktor Rakov : M. Bonacieux
- Ksenia Koutepova (ru) : Mme Coquenard
- Alex Sparrow : Lord de Winter
- Vladimir Etouch : le bijoutier anglais
- Michel Carliez : le père de D'Artagnan
- Ekaterina Olkina : la duchesse de Chevreuse
- Vadim Skvirski (ru) : John Felton
- Agata Muceniece (ru) : la servante Ket
- Ville Haapasalo (ru) : Jerome von Vogel Eisenschwarzer II

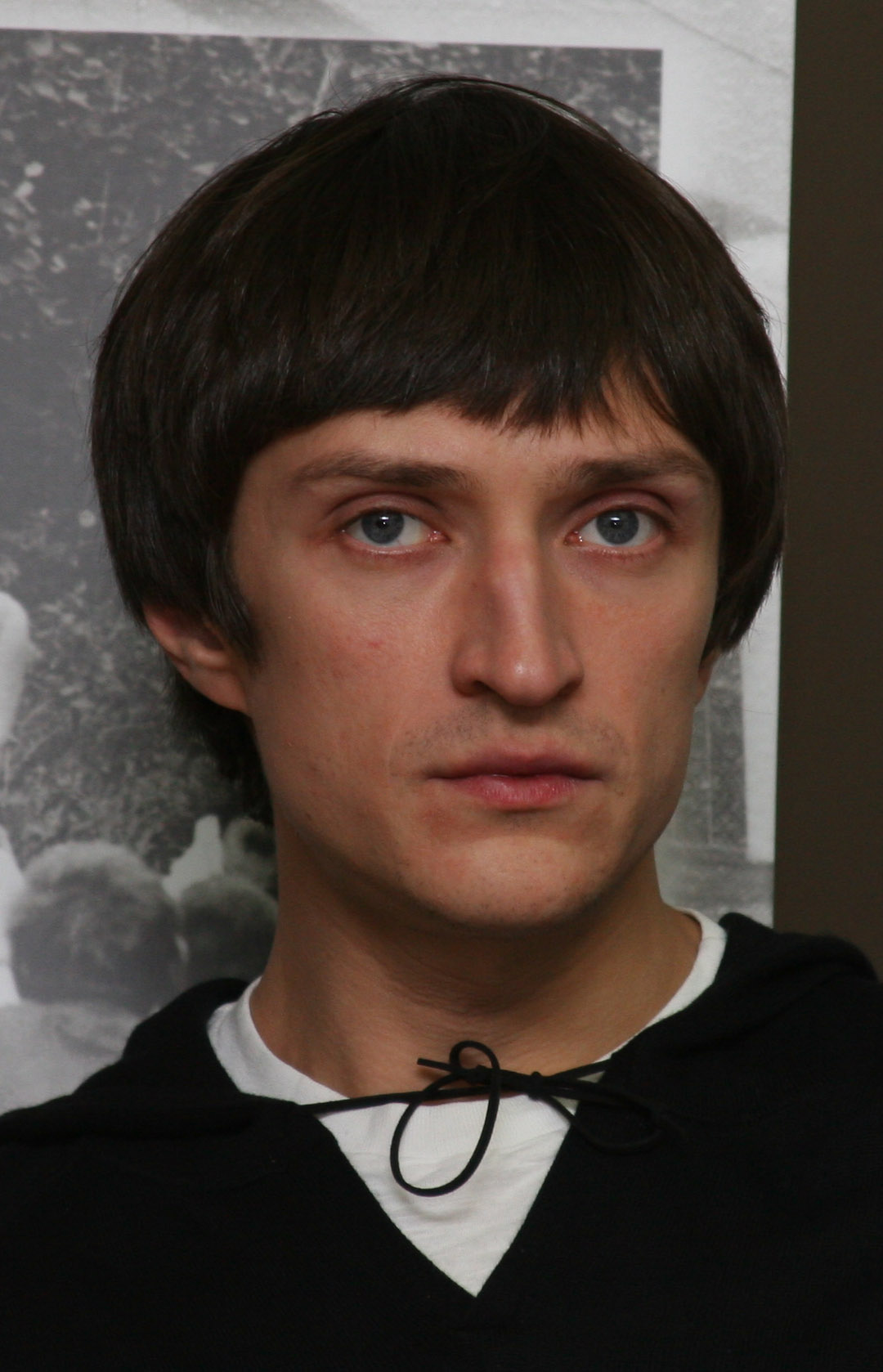
Youri Tchoursine (Athos)
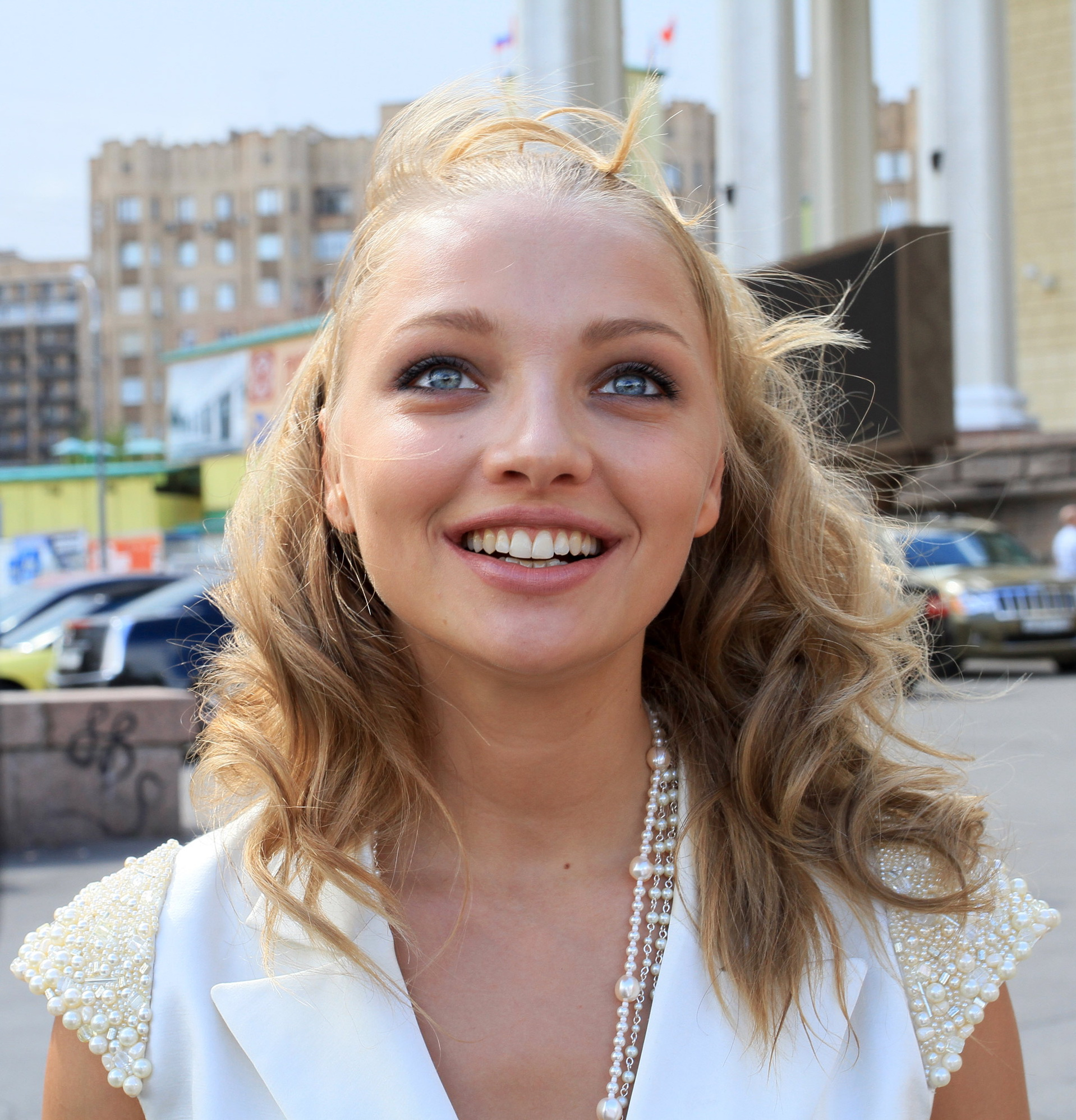
Ekaterina Vilkova (Milady)
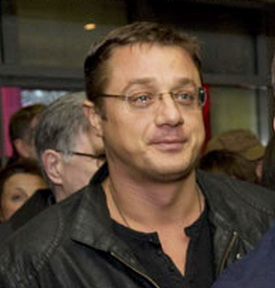
Alexeï Makarov (Porthos)
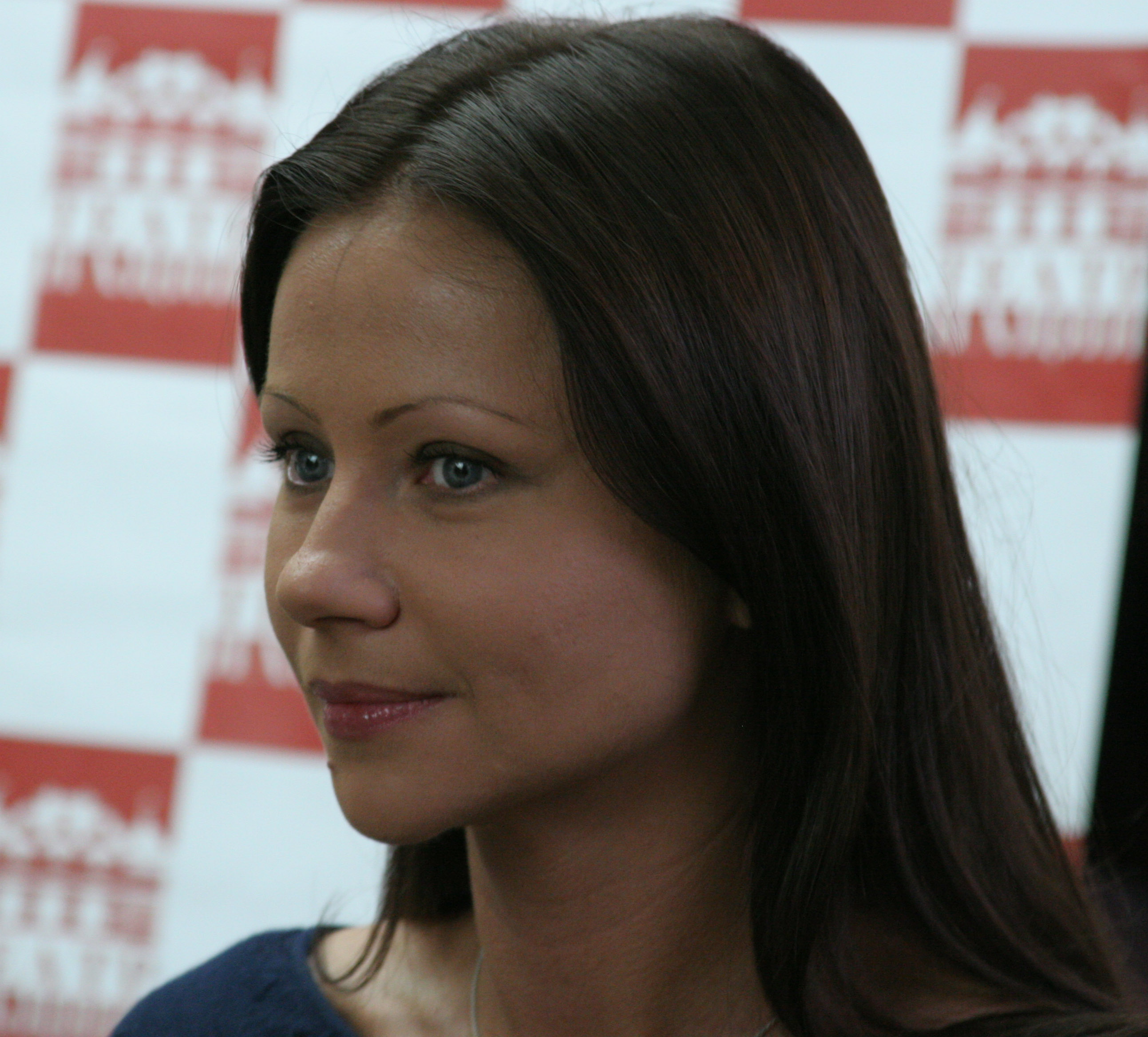
Maria Mironova (Anne d'Autriche)
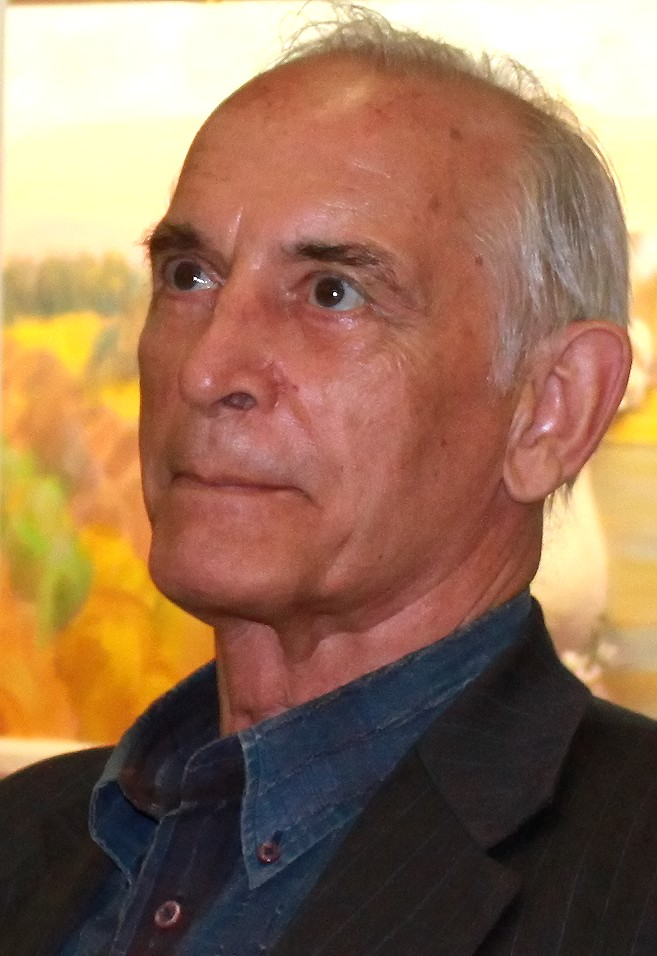
Vassili Lanovoï (Richelieu)

## Tournage
Le tournage débute le 1er août 2012 pour une durée présumée de trois mois afin que le film sorte au printemps 2013, mais cette échéance est repoussée. Une dizaine de scènes, dont le siège de la Rochelle, sont d'abord tournées au château de Vyborg et à Vyborg sur la côte du golfe de Finlande en Russie. Le bâtiment de l'académie d'art et d'industrie Stieglitz a, quant à lui, servi de décor pour représenter le palais de Buckingham. Plusieurs prises de vues sont également faites au palais de Peterhof, qui représente le palais du Louvre, au parc Alexandria de Peterhof ou au palais de Gatchina à Gatchina où la première partie du tournage, en Russie, s'achève le 18 septembre 2012.
Le tournage se poursuit ensuite à l'étranger, en Tchéquie, au château de Bouzov à Bouzov et au château de Pernštejn à Nedvědice, ainsi qu'à Olomouc et dans le centre historique de Kutná Hora. La résidence des princes du Liechtenstein à Valtice sert également de décors. Les intérieurs déjà utilisés par Jigounov lors du tournage de sa série télévisée La Reine Margot dans les années 1990 sont de nouveau mis en scène. Les scènes en forêt ou avec des plans larges de bâtiments d'époque sont plutôt filmés en Tchéquie, car ils étaient jugés plus ressemblants pour représenter la nature et l'architecture françaises de l'époque que la Russie. Le tournage s'achève fin 2012, il a pour une durée de 64 jours au total.

Quelques sites de tournage extérieur
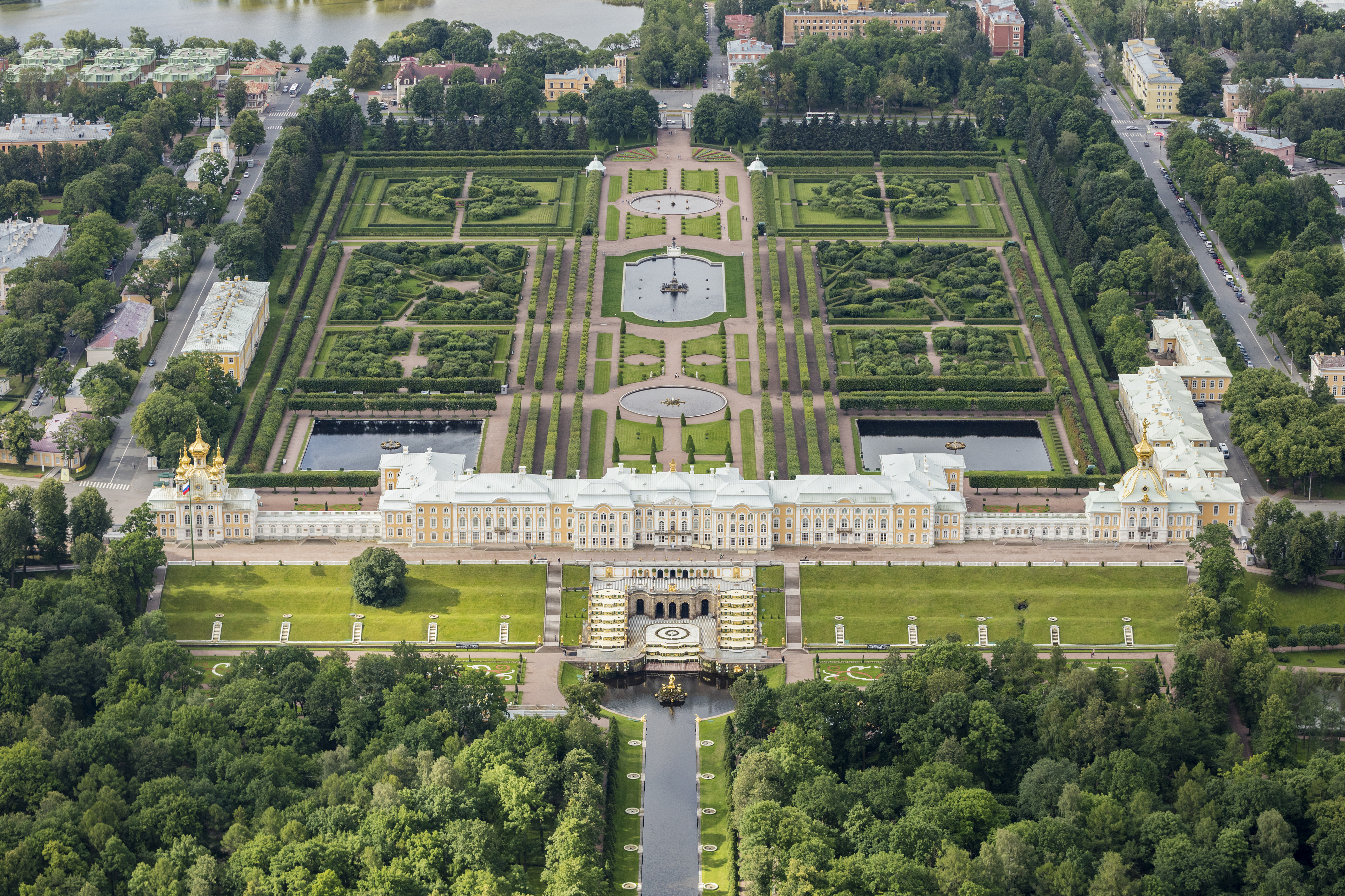
Vue aérienne du palais de Peterhof
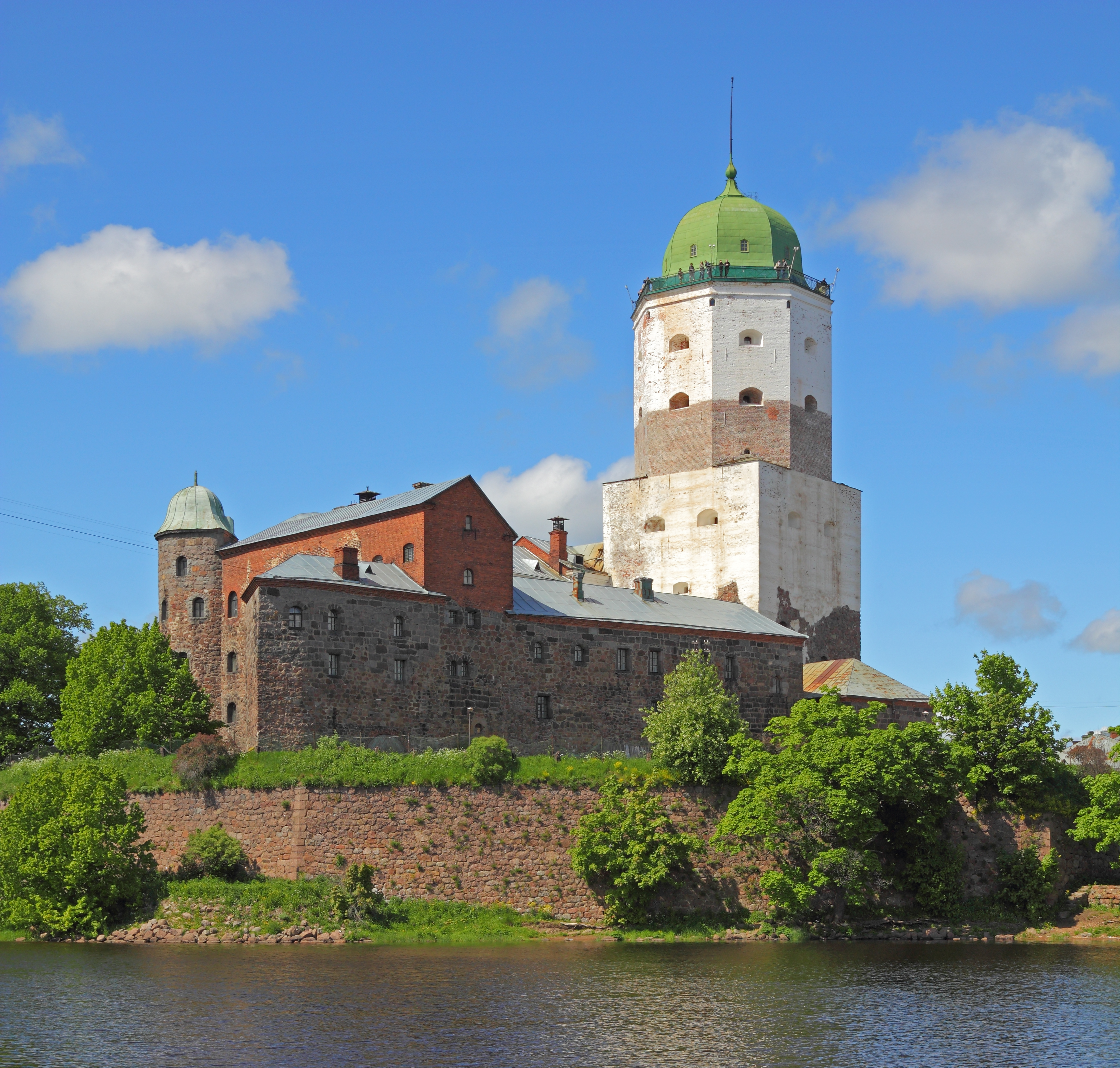
Château de Vyborg
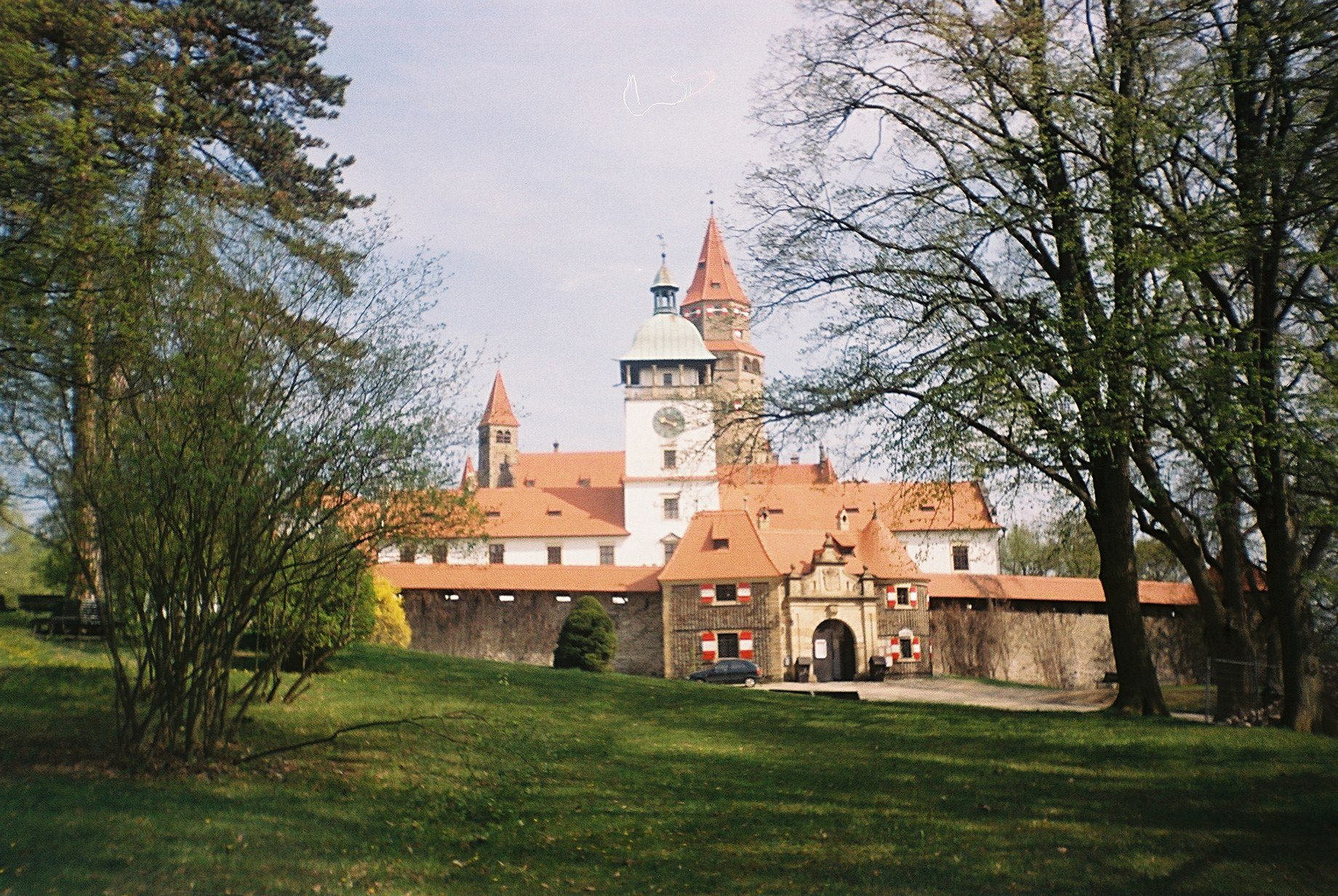
Château de Bouzov
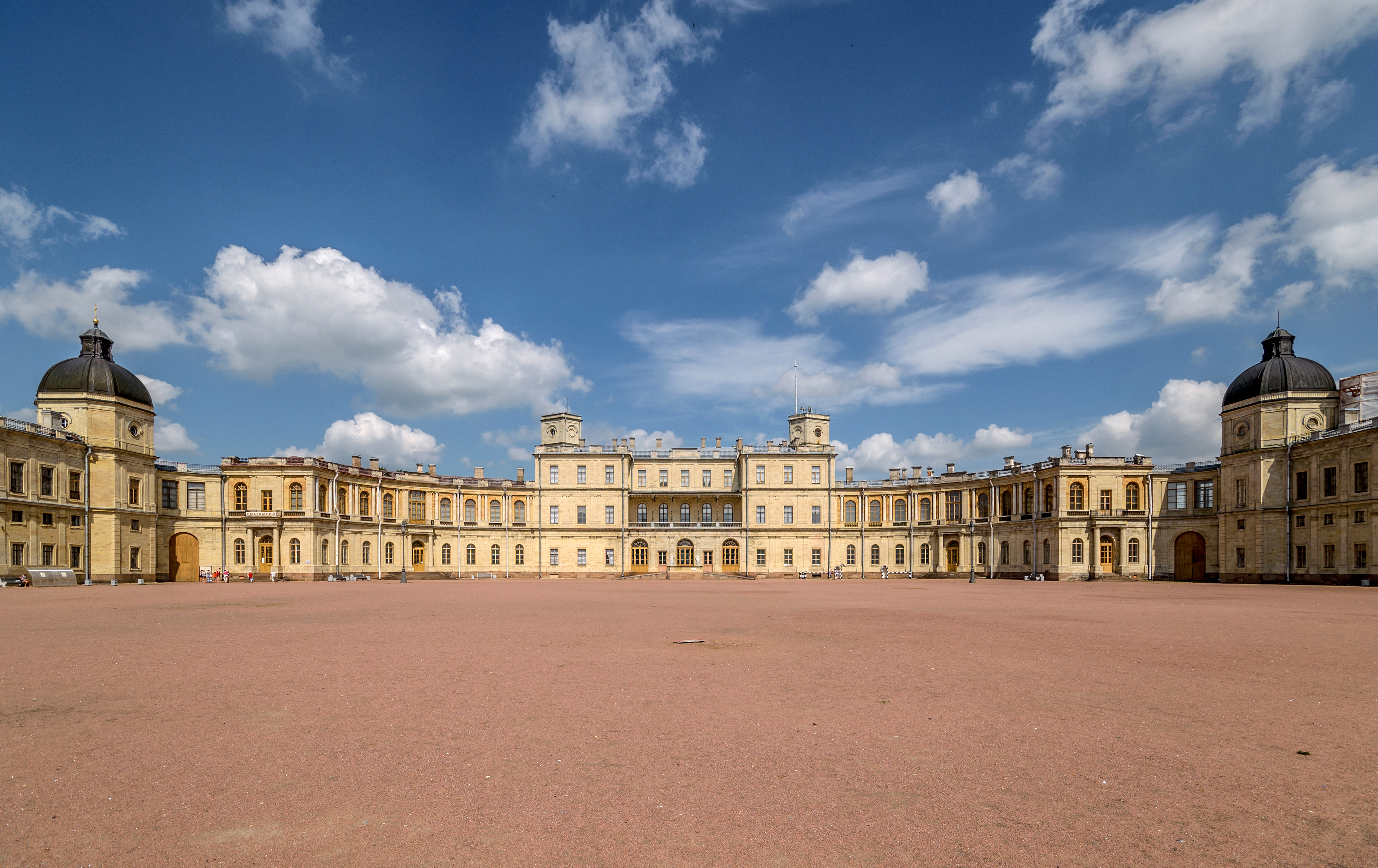
Palais de Gatchina
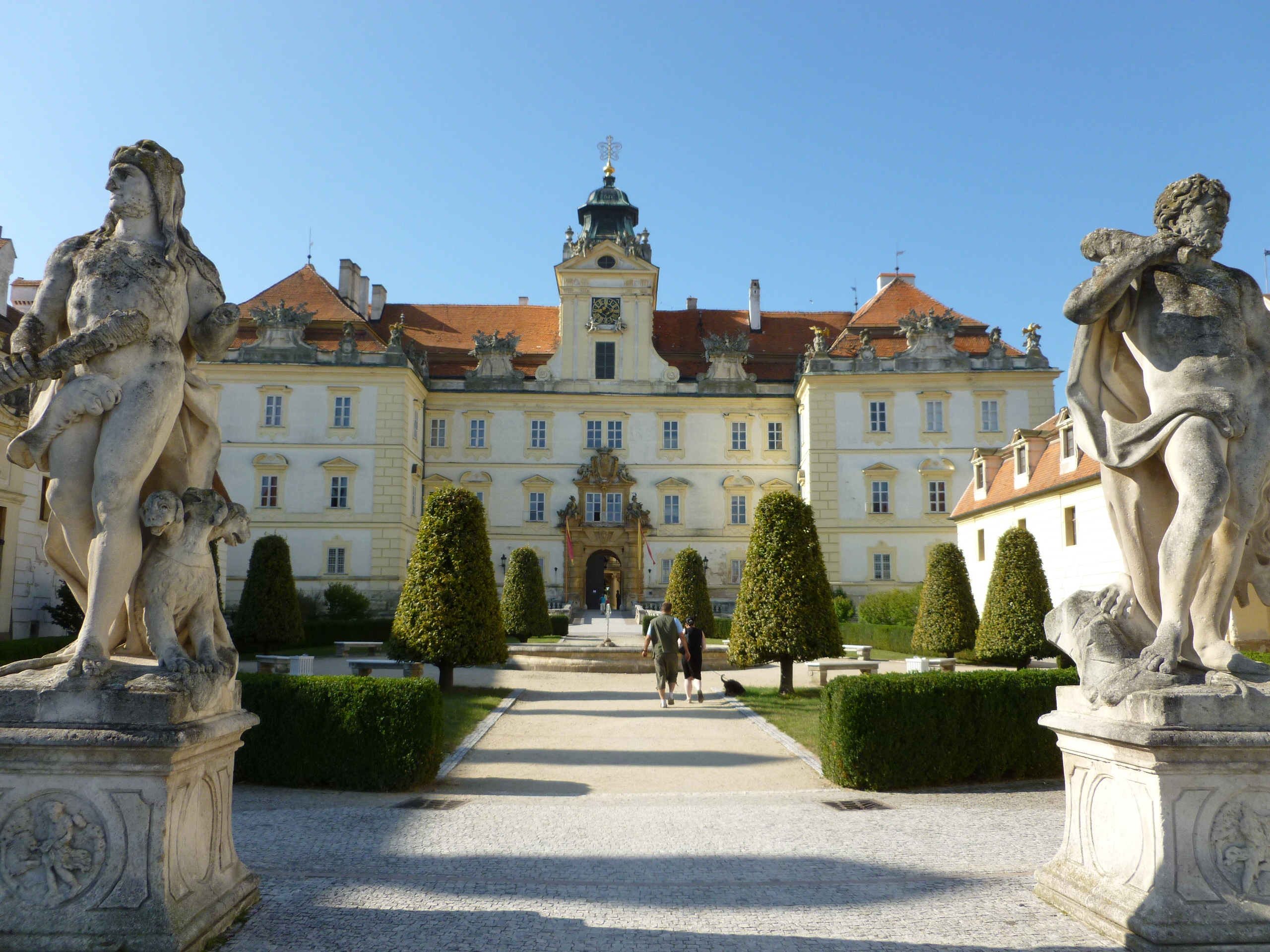
Cour du château de Valtice